# Batallón de los Búfalos (Sudáfrica)
El Batallón 32, popularmente conocido como  Batallón Búfalo, fue una unidad de élite fundada por el coronel Jan Bretenbach en 1975 y perteneciente a las Fuerzas de Defensa de Sudáfrica formada tras la descolonización de Angola y entrenada para luchar en las antiguas colonias portuguesas contra miembros del Congreso Nacional Africano y enemigos de UNITA, RENAMO y demás grupos afines al régimen de Pretoria. Fue disuelta tras la desaparición del régimen segregacionista de Sudáfrica.

## Origen
Con la salida de Portugal de Angola muchos combatientes opuestos al nuevo gobierno de Angola se refugiaron en Sudáfrica o Namibia. Tras combatir en  Angola al mando de la Fuerza Zulú, el coronel Jam Breytenbach (2004) consideró la posibilidad de formar una unidad militar Surafricana integrada mayoritariamente por extranjeros para realizar misiones en las antiguas colonias portuguesas y otros lugares donde pudieran asentarse miembros del CNA, SWAPO, sus respectivos brazos armados y cualquier enemigo militar o político del régimen racista sudafricano. Por lo tanto, en su libro el coronel indica que la unidad surgió de una experiencia muy concreta y fijándose en la Legión Extranjera francesa donde sus hombres no tienen porqué ser fieles a un país sino a la propia unidad. No hace referencias a otras unidades sudafricanas muy famosas anteriormente como el Quinto de comandos de Mike Hoare.
Según Piet Nortje (2003) la unidad tuvo tres bases distintas y fue una unidad secreta durante los primeros años. Inicialmente se llamado Grupo Bravo, Unida integrada estaba integrada mayoritariamente por portugueses o miembros de las antiguas colonias portuguesas, hasta el punto de que uno de los requisitos para integrarse era el conocimiento del portugués.
Esta unidad estaba integrada mayoritariamente por extranjeros, sobre todo angoleños negros, pero también había portugueses blancos de Angola y Mozambique, así como rodesianos blancos emigrados de ese país cuando se convirtió en Zimbaue. Debido a que Sudáfrica integró en él soldados de otras nacionalidades, y a pesar de contar con mandos sudafricanos, este cuerpo fue considerado en varias ocasiones como una fuerza de mercenarios.
El Batallón de los Búfalos fue apodado en varias ocasiones como Los Terribles, y sirvió en la actual Namibia y Angola en campañas de contrainsurgencia contra el Ejército Popular para la Liberación de Namibia, brazo armado de SWAPO y el MPLA, así como las fuerzas expedicionarias cubanas desplegadas en Angola. En esta guerra de guerrillas realizaron varias exitosas operaciones en Angola, pero también demostraron su pericia en actos como la batalla de Cassinga o la batalla del puente 14, donde falleció el general cubano Raúl Díaz-Argüelles. El general Díaz Argüelles muere a consecuencia de una mina mientras viajaba en su blindado, según versión cubana.
Uno de los más míticos voluntarios de esta unidad fue el portugués Danny Roxo, caído el 23 de agosto de 1976, y que como el primer extranjero había recibido la Honoris Crux sudafricana al valor en combate. Normalmente actuaba en Angola, como una especia de colchón entre los Surafricanos y cubano/angoleños y colaborando ocasionalmente con UNITA. Fue evolucionando a medida que la lucha en Angola fue cambiando, de ser una unidad contrainsurgencia acabó convirtiéndose en un grupo de combate semiconvencional, con sus blindados Ratel y Buffel, sección antiaérea y de morteros propios. El batallón fue la segunda unidad Surafricana más condecorada durante la guerra en Angola.

## Final
Con la llegada al poder en Sudáfrica de Nelson Mandela y el Congreso Nacional Africano (CNA) en 1994, la unidad fue disuelta.

## En la ficción
En la película Diamante de sangre, el personaje de Leonardo DiCaprio, "Danny Archer", fue un miembro del Batallón 32.